# Baia de Arieș
Baia de Arieș (veraltet Ofenbaia oder Baia; deutsch Offenburg, ungarisch Aranosbánya) ist eine Kleinstadt im Kreis Alba in der Region Siebenbürgen in Rumänien. Sie liegt am Arieș – einem rechten Zufluss des Mureș (Mieresch) – der aufgrund seines hohen Mineralgehalts (unter anderem Gold) auch Goldfluss genannt wird.
Der Ort ist bekannt auch unter den deutschen Bezeichnungen Umberg, Onimberg, Schwendburg, Schwend und Schlossburg und den ungarischen Offenbánya und  Kupecbánya.

## Geschichte

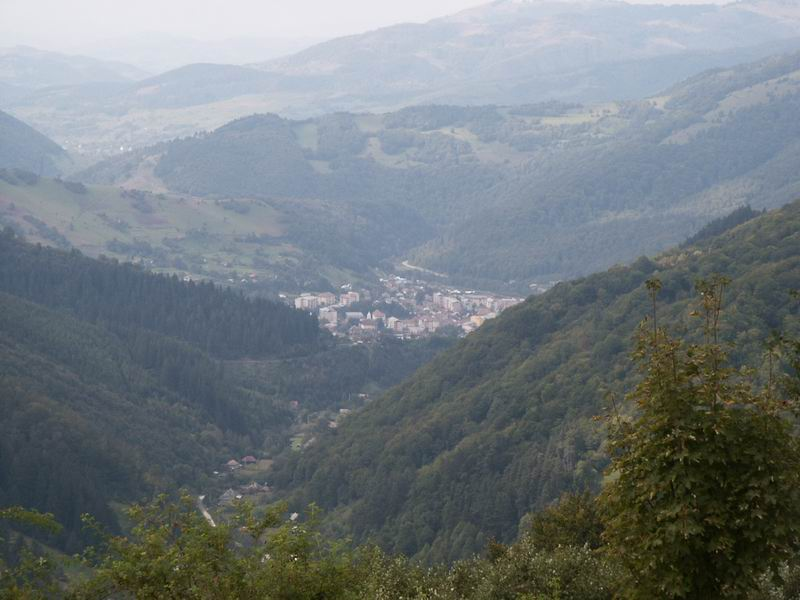
Baia de Arieș

Baia de Arieș wurde erstmals 1325 in einem Dokument Karls I. von Ungarn erwähnt. Zu Beginn des 15. Jahrhunderts bekam der Ort die Stadtrechte, verlor diese später aber wieder. Bis zum Jahre 1920 blieb die Stadt in ungarischem Besitz, bis sie durch den Vertrag von Trianon zusammen mit ganz Siebenbürgen an Rumänien abgegeben wurde. Erst 1998 bekam Baia erneut den Status einer Stadt.

## Wirtschaft
Bis ins Jahre 2004 war der Ort Zentrum der Metall-, Arsen- und Pyritförderung, der auch bekannt für seine Goldvorkommen war. Die ersten Siebenbürger Sachsen hatten damals Gold in den Bergen und im Fluss Arieș gefunden. Nach Erschöpfung der Bodenschätze wurde die Mine geschlossen.

## Sehenswürdigkeiten
- Die Kirche Învierea Domnului von 1769, die seit 2004 zur Liste historischer Monumente im Bezirk Alba gehört.
- Fagul Împăratalui, eine Rotbuche in der Gemarkung Muncelu, die der Legende nach von Avram Iancu für den österreichischen Kaiser Franz Josef gepflanzt wurde.